# La Garenne-Colombes
La Garenne-Colombes ist eine französische Gemeinde mit 29.828 Einwohnern (Stand 1. Januar 2022), im Kanton Colombes-2, im Département Hauts-de-Seine in der Region Île-de-France. Ihre Bewohner heißen Garennois oder Garennoises. Bürgermeister ist Philippe Juvin.

## Geographie
La Garenne-Colombes wird oft La Garenne genannt und trägt den Spitznamen petit Neuilly.

## Liste der Bürgermeister
| - 1910–1933: Jean Bonal - 1934–1943: Docteur Charles Jubert - 1944: Maurice Godaux - 1944–1945: André Crimet - 1945–1947: Gaston Sourrisseau | - 1947–1955: Louis Jean - 1955–1971: René Guest - 1971–1975: Albert Fabbi - 1975–2001: Max Catrin - seit 2001: Philippe Juvin |

## Wirtschaft und Infrastruktur

### Unternehmen
In La Garenne-Colombes befinden sich etwa 1200 Firmen, die wichtigsten sind
- Das Forschungszentrum von Peugeot
- Boston Scientific International
- Claranova
- La Centrale
- Fox Kids Frankreich

### Verkehr
Der Ort verfügt über zwei Bahnhöfe: Les Vallées und La Garenne-Colombes (an der Bahnstrecke Paris–Le Havre) an der Linie L des Transilien.
La Garenne-Colombes wird von den RATP-Buslinien 73, 161, 163, 164, 176, 178, 262, 272, 278, 358, 378 und von den Nachtbuslinien N24 und N152 angefahren.

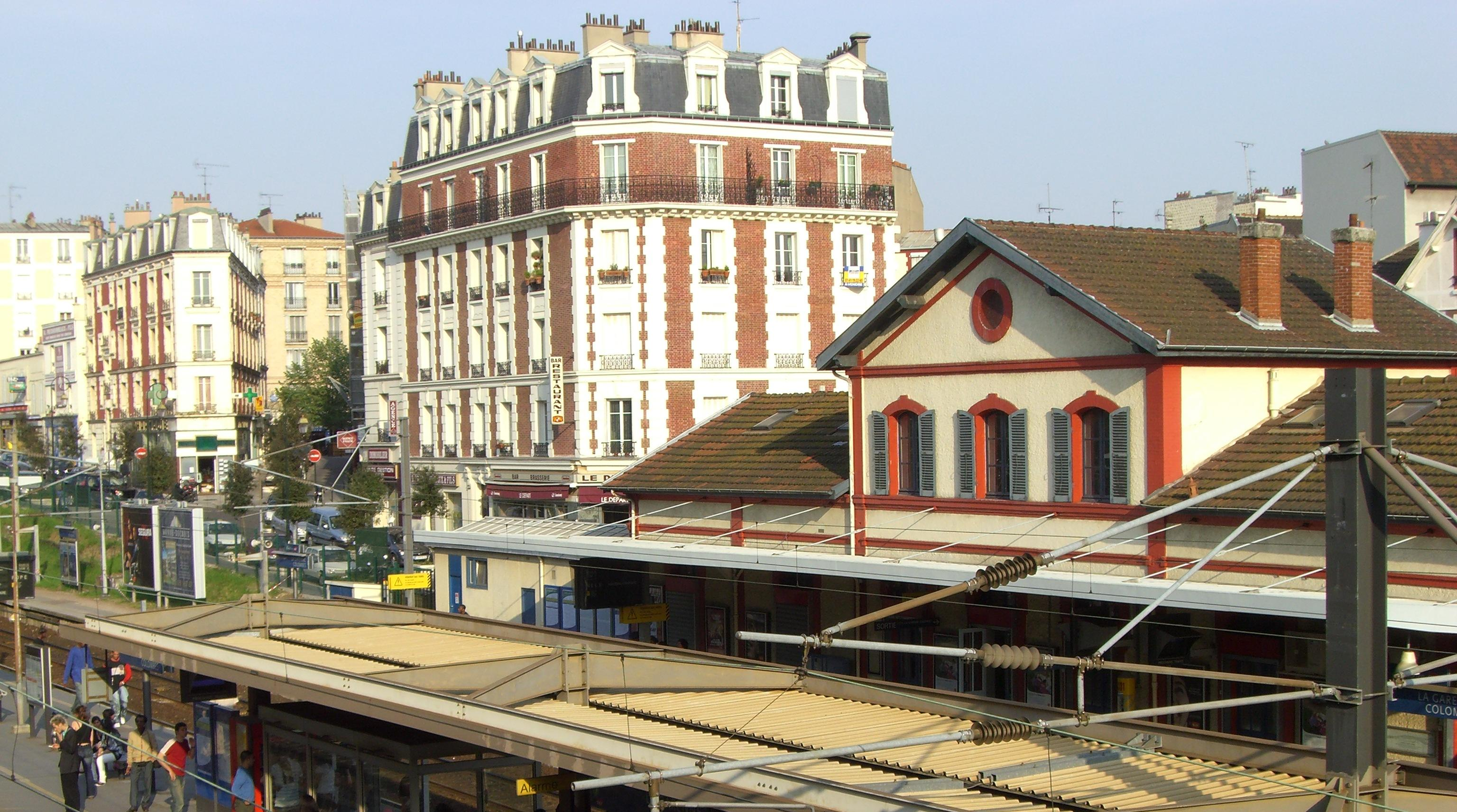
Bahnhof La Garenne-Colombes

Seit 2012 wird La Garenne-Colombes von der Linie 2 der Pariser Straßenbahn (T2) an den Stationen Les Fauvelles und Charlebourg angefahren.

### Bildung
- Vor- und Grundschulen: Ecole René Guest, Ecole André Marsault, Ecole Ernest Renan, Ecole Sainte Geneviève (privat), Ecole Sagot Voltaire
- Collège: Les Vallées
- Die Berufsschule La Tournelle

### Wohnungsbestand
La Garenne-Colombes besitzt mehr als 13.000 Wohnungen, davon sind 9,8 % Sozialwohnungen.

## Städtepartnerschaften
- Wangen im Allgäu
- Valpaços
- Jokne’am
- Clarksville
- Daroun-Harissa, Libanon[2]

## Persönlichkeiten

### Söhne und Töchter der Stadt
- Daniel Billon, Maler
- Patrick Chesnais (* 1947), Schauspieler
- Valentin Gendrey (* 2000), Fußballspieler
- Anne Girouard (* 1976), Schauspielerin
- Pascal Jules (1961–1987), Radrennfahrer
- Émilie Le Pennec (* 1987), Turnerin
- Brice Leverdez (* 1986), Badmintonspieler
- Paul Meilhat (* 1982), Segler und Navigator
- Fernand Oury  (1920–1997), Pädagoge
- Jean Oury (1924–2014), Psychiater und Autor
- Catherine Picard (* 1952), Politikerin (PS)
- Laurence Rossignol (* 1957), Politikerin und Feministin
- Louis Yamaguchi (* 1998), Fußballspieler

### Persönlichkeiten mit Verbindung zur Stadt
- William Klein (1926–2022), Fotograf, Filmregisseur und Maler
- Claude Gensac (1927–2016), Schauspielerin
- Bernard Menez (* 1944), französischer Sänger und Komiker